# Sofia Stril-Rever
Sofia Stril-Rever, née au Maroc, est une indianiste, sanskritiste, écrivain et scénariste française, biographe du 14e dalaï-lama et spécialiste du Tibet,,,,, et traductrice du kalachakra depuis le sanskrit.

## Biographie
Dans son enfance, elle rencontre sœur Emmanuelle, dont elle est la nièce et avec qui elle écrira des livres.
Elle est diplômée d'études indiennes de l'Université Paris III.[réf. nécessaire]
Elle a voyagé aux États-Unis, puis en Inde où elle a étudié le Kalachakra auprès de maîtres tibétains. Elle a reçu des enseignements d'un pandit indien à l'Université centrale des études tibétaines à Sarnath et de lama tibétains au monastère de Kirti à Dharamsala. 
Elle a traduit du sanskrit en français les chapitres 2 et 5 du commentaire vimalaprabha (sk. « lumière immaculée »), le principal support de l’enseignement kalachakra du bouddhisme tibétain,. 
En 1992, elle rencontre pour la première fois le dalaï-lama, avec qui elle co-écrit quatre livres, dont les mémoires de ce dernier, Mon autobiographie spirituelle, en 2009. 
Pour Appel au monde (2011), elle s'est entretenue avec le dalaï-lama, et montre l’évolution des dirigeants chinois et de la communauté internationale sur la question tibétaine. 
Elle publie également des articles sur le site BuddhaLine, portail francophone du bouddhisme qu'elle a co-fondé avec Khoa Nguyen.
En 2016, elle a co-écrit avec Phakyab Rinpoché La Méditation m'a sauvé, récit de la guérison d'une gangrène du pied par la méditation et les mantras. Elle a animé, pendant un temps, le programme « Vivre la paix et la guérison intérieure » enseigné par Phakyab Rinpoché à Menla Thödöl Ling, dans la vallée de l’Eure.[pertinence contestée]
Spécialiste de la mantrathérapie, ou guérison par les mantras, elle donne des récitals de mantras sacrés. Elle a chanté notamment pour le dalaï-lama et la sainte indienne Amma[pertinence contestée],,.
En 2017, elle publie Faites la révolution ! - L'Appel du Dalaï-Lama à la jeunesse, traduit en anglais sous le titre A Call for Revolution: A Vision for the Future, « un manifeste du dalaï-lama sur l’avenir du monde, un appel à mettre en place des solutions pour notre époque de chaos et de division », selon la journaliste Grace McQuade.[Passage problématique]

## Publications

### Livres
- Le refoulé de l'histoire, Ramsay, 1990,  (ISBN 2859566007)
- Chicago-Harlem : écritures de ghettos, R. Deforges, 1991,  (ISBN 2905538686)
- J'ai rencontré ma fille à Dharamsala, Albin Michel, 1996,  (ISBN 222608617X)
- Matthieu Ricard, Jetsun Pema (préf. Sœur Emmanuelle), Enfants du Tibet : De cœur à cœur avec Jetsun Pema et Sœur Emmanuelle, Desclée de Brouwer, 2000 (ISBN 978-2-220-04810-9)
- Mon testament spirituel : De Sœur Emmanuelle, Paris, Presses de la Renaissance, 2008, 233 p. (ISBN 978-2-7509-0489-0)
- Le Dalaï-Lama, Mon autobiographie spirituelle, recueillie par Sofia Stril-Rever, Presses de la Renaissance, 2009,  (ISBN 2-7509-0434-X)
- Sœur Emmanuelle, mon amie, ma mère, éd. Presses de la Renaissance, par Sœur Sarah et Sofia Stril-Rever, 2009,  (ISBN 978-2-7509-0539-2)
- Dalaï Lama, Appel au monde, Seuil, 2011,  (ISBN 9782021026757)
- Dalaï Lama, Nouvelle réalité : l'âge de la responsabilité universelle, Les Arènes, 2016,  (ISBN 2352044871 et 978-2352044871)
- Faites la révolution ! - L'Appel du Dalaï-Lama à la jeunesse, Massot éditions, 2017  (ISBN 9791097160203)
- avec Phakyab Rinpoché, La Méditation m'a sauvé, Cherche Midi, 2014, 279 p.  (ISBN 274914048X et 9782749140483)
- Invincibles, Au pays du Dalaï-Lama, avec Kan Takahama,  Massot Editions, 2021  (ISBN 9791097160845)[16]

### Traductions
- Collectif, Sofia Stril-Rever (notes et traduction du sanskrit), préface du 14e dalaï-lama, Le Tantra de Kalachakra, Desclée de Brouwer, 2000,  (ISBN 2-220-04811-X et 978-2-220-04811-6)
- L'Initiation de Kalachakra : Pour la paix dans le monde, Desclée de Brouwer, 2001,  (ISBN 2220050246)

### Présentation
- Dalaï lama, Jhado Tulku Rinpoché, Kalachakra : guide de l'Initiation et du Guru Yoga : enseignements, Desclée de Brouwer, 2002,  (ISBN 2220051560)

### Film
- Dalaï-Lama, une vie après l'autre, documentaire de Franck Sanson écrit par Sofia Stril-Rever. Coproduction Arte, Coup d'Œil. 43 min - 2008